# Tommyknockers – Das Monstrum
Tommyknockers – Das Monstrum ist ein Horrorfilm aus dem Jahre 1993, der auf dem gleichnamigen Roman von Stephen King basiert und ursprünglich als Miniserie für das Fernsehen produziert wurde.

## Handlung
Die Schriftstellerin Roberta Anderson findet eines Tages im Wald hinter ihrem Haus ein aus dem Boden ragendes geheimnisvolles Metallobjekt. Sie beschließt, das grün schimmernde Etwas freizulegen. Bald darauf stellt sich heraus, dass es außerirdischen Ursprungs ist. Eine mysteriöse Macht beginnt die Bewohner des Ortes in Besitz zu nehmen, ohne dass sie es merken.

Zuerst erfinden einige Bürger unglaubliche Hilfsmittel für den Alltag, wie eine Schreibmaschine, mit der man telepathisch Romane schreiben kann oder eine automatische Postsortiermaschine. Hilly Brown, der sich gerade erst in der Schule als kleiner Zauberkünstler präsentiert hatte, zaubert allerdings durch die magischen Kräfte aus Versehen seinen kleinen Bruder ins „Nichts“. Verzweifelt suchen die Eltern nach dem Jungen und der halbe Ort hilft dabei. Für Hilly ist klar, dass die Tommyknockers ihn geholt haben, so wie es in einem alten Kinderreim geschrieben steht: 

„Letzte Nacht und die Nacht davor – Tommyknockers, Tommyknockers klopften an mein Tor.“

 Auch spricht sein Bruder aus dem „Jenseits“ mit ihm, doch Hilly gelingt es nicht, Davey zurückzuzaubern. Als die Ortspolizistin Ruth Merrill etwas gegen Roberta Anderson unternehmen will, die sich psychisch krankhaft verändert hat, verschwindet auch Ruth spurlos aus der Stadt. Immer mehr beginnen sich die Bewohner der Stadt zu verändern und sich gegen alle zu stellen, die etwas gegen die neue Macht unternehmen wollen, die sich optisch als grünes Leuchten darstellt. Die mannstolle Ehebrecherin Nancy Voss, die als Postangestellte arbeitet, baut sich einen waffenartigen Lippenstift, mit dem sie zwei misstrauische Polizeibeamte mit grünem Licht ins Jenseits schießt. Unterdessen fällt der Junge Hilly Brown ins Koma. Die Bewohner der Stadt beginnen, mittels Telepathie miteinander zu kommunizieren, unterliegen aber einem körperlichen Verfallsprozess. Die ganze Stadt wird in den Bann der mysteriösen Macht gezogen und macht die Kleinstadt zu einem Ort des Grauens. Die Bewohner schotten sich von der Außenwelt ab, sperren die Zufahrtsstraßen und bereiten sich auf die „Endphase“ der „Einswerdung“ vor.
Einzig Roberta Andersons alkoholsüchtiger Lebenspartner James Gardner wird aufgrund einer Metallplatte im Kopf verschont. Er erkennt die Gefahr und versucht, sich der sich alles aneignenden Macht in den Weg zu stellen und die Stadt und ihre Bewohner zu retten. Allerdings wird er von den Bewohnern gejagt, die ihn als Feind ansehen. Lediglich Elt Barker, Hillys Großvater, ist ebenfalls auf der Suche nach einer Erklärung für die mysteriösen Vorfälle der letzten Tage. In alten Zeitungen findet er Berichte, dass der Wald schon in den Zeiten der Indianer als verflucht galt. Als er mit dem Sheriff darüber spricht und etwas unternehmen will, wird der Sheriff durch eine Fehlfunktion eines Colaautomaten getötet. Er selber wird von den Leuten in eine Scheune gelockt, wo ihn James Gardner später, in einem grünleuchtenden Kristallblock gefangen, entdeckt. Gardner ist im Begriff, rückfällig zu werden und wieder Alkohol zu trinken, doch er bleibt stark. Um von den Leuten nicht abgelehnt zu werden, tut er so, als ob auch er von der Macht erfasst wurde. Er überredet Roberta, mit ihm allein zu ihrem Fundstück zu gehen, das noch immer zu einem Großteil im Boden steckt. Sie können einen Einstieg finden und gelangen so in das Innere eines Raumschiffes. Dort entdecken sie zahlreiche mumifizierte Leichen der einstigen Bewohner. James versucht Roberta klarzumachen, dass sie und die anderen von den Wesen nur benutzt werden, um ihnen ihre Energie auszusaugen. Nachdem einer der Tommyknockers erwacht, erkennt nun auch Roberta die Wahrheit. James kämpft mit dem Wesen und kann es töten. In ähnlichen Kristallen wie in der Scheune steckt hier der kleine Davey, den Roberta mit an die Oberfläche nimmt. Anschließend befreit sie Daveys Großvater aus dem Kristall in der Scheune. James setzt derweil die Schaltzentrale des ins Weltall aufsteigenden Raumschiffs außer Funktion, wodurch das ganze Objekt explodiert, was dem heldenhaften James das Leben kostet.

## Hintergrund
Nach Stephen Kings Roman gelangten die hundeartigen Wesen der Tommyknockers bereits vor Jahrtausenden auf die Erde, als ihr Raumschiff in den „Big Injun Wood“ abstürzte. Alle darin lebenden Wesen kamen dabei um, doch das Schiff sendet weiter seine Signale in die Atmosphäre, wodurch es schon früher zu seltsamen Vorkommnissen in diesem Wald kam und er als verflucht galt. Nachdem Roberta Anderson mehr und mehr von diesem Ufo freilegt, nimmt der Einfluss des Raumschiffs zu und es beginnt die Verwandlung der Bewohner des Ortes.
Die Geschichte des Buches und dadurch die des Filmes zeigt deutliche Einflüsse von H. P. Lovecrafts Die Farbe aus dem All und des Films Die Dämonischen (auch bekannt als Invasion der Körperfresser).
Im Kinderzimmer des Jungen Hilly Brown hängt über seinem Bett ein rotes Poster des Horrorfilms Der Biss der Schlangenfrau von Regisseur Ken Russell von 1988. Außerdem hängt an der gegenüberliegenden Wand ein schwarzweißes Poster mit dem Konterfei des Schauspielers Boris Karloff in dessen Paraderolle als das Monster von Dr. Frankenstein von 1931.

## Kritiken
„Was als reizvolle Gruselmär beginnt, die die Gefahren umschreibt, die von Massenwahn und Intoleranz ausgehen können, entwickelt sich in dem überlangen Fernsehfilm zum handelsüblichen Filmspuk, der endgültig in gängige Bahnen gleitet, als Monster im Erdreich bemüht werden, um den Schrecken zu erklären.“

„Den Fan wird es wenig kümmern, daß die King-Variante des SF-Klassikers ‚Die Körperfresser kommen‘ ein wenig Anlauf braucht. Erst in der zweiten Hälfte, die in ihrer Stimmung an Romeros ‚Zombie‘-Klassiker erinnert, kommt der Horrorfan auf seine Kosten. Die 1A- Besetzung mit Jimmy Smits […] und Traci Lords […] sorgt für zusätzliche Top-Hit-Garantie.“

## Auszeichnungen
Tommyknockers wurde 1993 für den Emmy in der Kategorie Outstanding Individual Achievement in Sound Editing for a Miniseries or a Special nominiert.